# جوزيف كيتر
جوزيف كيتر (بالإنجليزية: Joseph Keter) هو عداء موانع كيني ولد في يوم 13 يونيو 1969، أبرز إنجازاته هو فوزه بالميدالية الذهبية في سباق 3000 متر موانع في دورة الألعاب الأولمبية الصيفية 1996 في أتالانتا، أفضل رقم سجله هو 8.05.99 دقيقة في سنة 1997 في زيورخ وألذي كان حينها أفضل رقم في الموسم.

## روابط خارجية
- جوزيف كيتر على موقع الاتحاد الدولي لألعاب القوى (الإنجليزية)
- جوزيف كيتر على موقع اللجنة الأولمبية الدولية (الإنجليزية)
- جوزيف كيتر على موقع أوليمبيديا (الإنجليزية)